# Raphicerus
Raphicerus is een geslacht van de echte antilopen. De wetenschappelijke naam van het geslacht werd in 1827 gepubliceerd door Charles Hamilton Smith.

## Soorten
Er worden 3 soorten in dit geslacht geplaatst:
- Raphicerus campestris – Steenbokantilope
- Raphicerus melanotis – Grijsbok
- Raphicerus sharpei – Sharpes grijsbok